# Peltaea heringeri
Peltaea heringeri är en malvaväxtart som beskrevs av Antonio Krapovickas och Cristobal. Peltaea heringeri ingår i släktet Peltaea och familjen malvaväxter. Inga underarter finns listade i Catalogue of Life.